# التشيجوجي

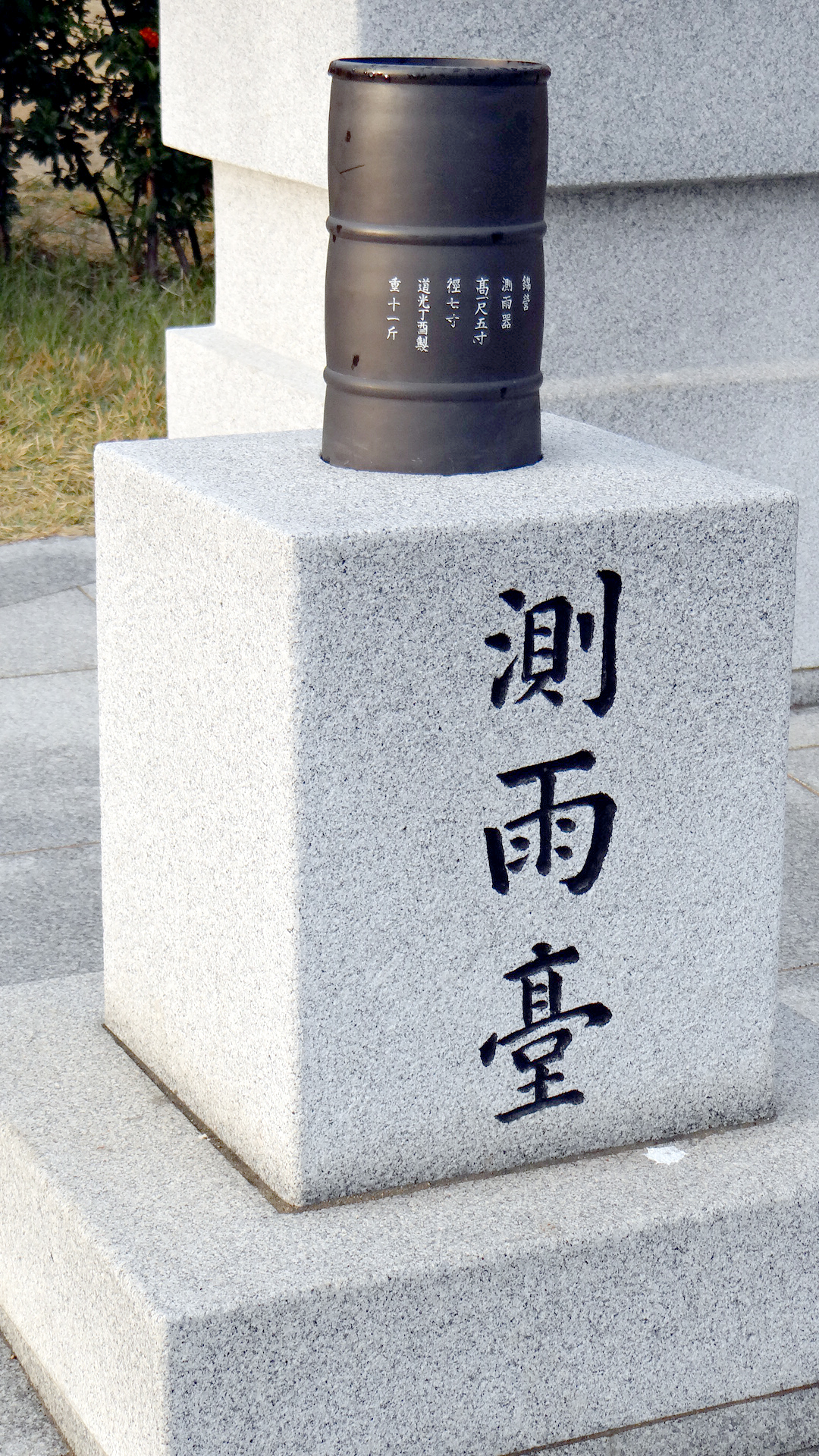
صور لتشيجوجي في حديقة جانغ يونغ سيل العلمية في بوسان

تشيجوجي (بالكورية: 측우기؛ بالرموز الصينية: 測雨器) هي أدوات قياس مطرية مبكرة اختُرعت واستُخدمت خلال عهد سلالة جوسون في كوريا. تم تركيبها في المكاتب الإدارية في الأقاليم خلال عهد الملك سيجونغ المدعو بالعظيم. اعتبارًا من عام 2010، لم يبقَ هناك سوى نموذج واحد يُعرف باسم تشيجوجي كوميونغ (금영측우기؛ 錦營測雨器)، ويعني حرفيًا "تشيجوجي المُثبّت في فناء المكتب الإقليمي". هذا النموذج مصنّف ضمن الكنوز الوطنية لكوريا تحت الرقم 561، وقد ثُبّت في مكتب مدينة غوانغجو الإقليمي عام 1837 بأمر من الملك يونغجو، الملك الحادي والعشرين من سلالة جوسون. بالإضافة إلى ذلك، لا تزال السجلات الرسمية لكميات الأمطار التي تم قياسها باستخدام تشيجوجي محفوظة، بدءًا من عهد الملك جونغجو وحتى عهد الإمبراطور غوجونغ.

## الشكل الخارجي
كانت التشيجوجيات تصنع بشكل رئيسي من الحديد. من خلال ملاحظة النموذج الوحيد المحفوظ، عرف أن التشيجوجيات عادة تتّسم بشكلها الأسطواني المشابه لحاويات الزيوت، وأنها تثبت على قاعدة حجرية سداسية الشكل تُسمى بالتشيجوداي (측우대). ارتفاع التشيجوداي المناسب يمنع دخول الماء المتناثر إلى داخل التشيجوجي.
يبلغ عمق التشوجوجي الوحيد المحفوظ حوالي 32 سم وقطره حوالي 15 سم.